# Fenollet (llinatge)
Els Fenollet foren una família feudal que va portar nombrosos títols essent el principal el de vescomtes d'Illa. Cap al 1360 van comprar també les possessions dels antics vescomtes de Castellnou, del que segurament eren una branca, però només es van titulars barons de Castellnou.
Ansemund, casat amb Quíxol, la qual se sospita que era neta del comte Delà d'Empúries, fou senyor del castell de Cameles i hauria repartit les seves terres entre els seus fills a la seva mort el 941; a l'entorn d'aquest castell va sorgir vers l'any 999 el vescomtat de Fenollet, el primer vescomte del qual fou Pere I. Els noms dels vescomtes de Fenollet i de Castellnou es repeteixen com era tradició a l'època.
El fill de Pere V de Fenollet (dit Pere de Saissac, darrer vescomte de Fenollet, 1209-1229, desposseït el 1229 acusat d'heretge), Hug (I) de Fenollet, conegut com a Hug de Saissac, va conservar el títol de vescomte de Fenollet però sense exercir domini en aquestes terres, i va conservar els seus drets encara després del tractat de Corbeil del 1259; el 1264 la seva vídua, Beatriu d'Urtx va reclamar sense èxit la restitució del vescomtat al parlament de París i la revocació de la sentència (ferma el 1262) contra el seu sogre Pere V; llavors es va retirar a Illa on va viure junt amb la seva cunyada Ava de Fenollet, muller repudiada (1267) del vescomte Jaspert V de Castellnou, i on va morir el 1299.
Hug de Saissac va deixar una filla (Blanca de Fenollet i d'Urtx, segona muller del vescomte Dalmau de Rocabertí) i un fill (i hereu en els béns patrimonials i els drets del llinatge) Pere VI de Fenollet i d'Urtx, que finalment el 1314 fou reconegut com a vescomte d'Illa. Aquest Pere fou el pare de sis fills:
- Pere VII vescomte d'Illa i de Canet (mort el 1353) casat amb Marquesa de Saportella, baronessa de Lluçà i la Portella
- Timbor (morta el 1373) casada vers el 1321 amb el vescomte Bernat II de Cabrera (rebent com a dot la baronia de Montclús)
- Hug de Fenollet i de Canet, canonge d'Elna i bisbe de Vic i de València (mort el 1356)
- Ponç de Fenollet i de Canet, canonge de Vic (+1354)
- Galceran de Fenollet i de Canet, comanador de Sant Joan al Masdéu
- Bertran de Fenollet i de Canet, que, al servei de Jaume III de Mallorca, fou pres prop de Santa Ponça (1343), l'any següent acompanyà Pere el Cerimoniós a la conquesta del Rosselló i fou regent (1348-49) de la governació de Mallorca, on fou castellà d'Alaró i senyor de la cavalleria del Masnou. Fou el pare de:
  - Esclarmonda de Fenollet (morta el 1414) segona muller del vescomte Felip Dalmau I de Rocabertí
  - Marquesa

Pere VII fou el pare de:
- Beatriu, monja
- Marquesa de Fenollet i de Saportella (morta el 1382), muller de Pere Galceran II de Pinós (llur descendència recollirà els vescomtats d'Illa i de Canet)
- Andreu de Fenollet i de Saportella (mort el vers 1387), que heretà la major part de les terres dels vescomtats de Castellnou, sent baró de Castellnou, de Lluçà, de la Portella, de Mosset, i de Paracolls.

Andreu es va casar tres vegades (amb Sibil·la de Narbona, Margarida probablement de Montcada, i Bonaventurada de Xèrica). Amb la primera fou el pare de Pere (VIII) de Fenollet i de Narbona, vescomte d'Illa i Canet i baró de Castellnou, que fou el darrer representant de la línia primogènita del llinatge (1423), però el cognom de Fenollet fou reprès el 1442 per Francesc de Perellós i de Rocabertí, vescomte d'Illa i de Canet, que va agafar el nom de Francesc de Fenollet, i es mantingué fins al seu net Francesc de Torrelles i de Perellós, que es digué també Francesc de Fenollet i fou vescomte de Roda i de Perellós; en morir aquest (1500), l'herència fou recollida pels Lanuça.
La línia dels Fenollet de València prové d'una família Fenollet establerta a la primera meitat del s. XIV a Xàtiva, que pretenia de descendir del llinatge vescomtal homònim. La branca s'extingí el 1808, i la successió passà primerament als Bellvís i més tard als Escrivà de Romaní, barons de Beniparell.